# Anne Marie Waters
Anne Marie Waters (Dublin, 24 augustus 1977) is een radicaal-rechtse politicus in het Verenigd Koninkrijk. Zij is de oprichter en leider van de anti-islampartij For Britain. Ze is ook de voorzitter van Sharia Watch UK, en samen met Paul Weston voorzitter van Pegida UK.
Anne Marie was voorheen lid van de Labour Party en deed in 2013 een poging om kandidaat te worden voor een kiesdistrict voor de parlementaire verkiezingen in 2015. Later trad Waters toe tot de UK Independence Party (UKIP) en deed mee aan de leiderschapsverkiezingen van 2017. Ze werd tweede achter Henry Bolton. Ze verliet vervolgens in oktober 2017 UKIP en vormde haar eigen politieke partij, "For Britain". 

## Biografie
Waters werd geboren en groeide op in Dublin in Ierland. Ze werd au pair in Duitsland in haar tienerjaren en woonde van 1997 tot 1999 in Nederland. Daarna ging ze naar Engeland en studeerde journalistiek aan de Nottingham Trent University, een opleiding die ze in 2003 met succes afrondde. Hierna ging ze aan het werk als secretaresse bij de NHS, terwijl ze tegelijkertijd rechten studeerde. Ze behoorde ook tot One Law for All, een pressiegroep die zich verzette tegen de verspreiding van sharia-rechtbanken. Waters is een lesbienne in een burgerlijk partnerschap en heeft zichzelf beschreven als "hartstochtelijk, loyaal, resoluut en trots Brits".

## Politieke carrière
Waters was in 2013 een van de twee mogelijke kandidaten voor de Labour Party in Brighton, maar kreeg uiteindelijk niet de nominatie van de partij. Bij de Lagerhuisverkiezingen van 2015 deed ze als UKIP-kandidaat mee in het district Lewisham East en eindigde op de derde plaats met 9,1% van de stemmen. Tijdens haar campagne legde ze de nadruk op moslimimmigratie en islamisering. Ze werd aanvankelijk gekozen om voor UKIP kandidaat te staan in de lokale verkiezingen van Londen in 2016, maar werd van de lijst gehaald vanwege haar connecties met Pegida UK. Ze stond opnieuw kandidaat voor UKIP in de lokale verkiezingen in Essex in 2017 en eindigde op de achtste plaats. Waters werd aanvankelijk opnieuw geselecteerd als de UKIP-kandidaat voor Lewisham East voor de Lagerhuisverkiezingen van 2017, maar werd verwijderd na bezwaren van partijleider Paul Nuttall.
Na Nuttall's ontslag als partijleider, kondigde Waters haar voornemen aan om deel te nemen aan de verkiezingen voor het leiderschap van UKIP in 2017. Ze was van plan om haar campagne in Rotherham te starten, wat een opmerkelijke keuze was vanwege het verkrachtingsschandaal wat daar gespeeld heeft. Criminele bendes met vooral leden met een Pakistaanse achtergrond hebben in Rotherham jarenlang Britse meisjes verkracht en tot prostitutie gedwongen, zonder dat de politie optrad. De afdeling in Rotherham van de UKIP bracht een verklaring uit waarin de leden werden opgeroepen de campagne van Waters te boycotten. UKIP's partijcomité drong er bij de leden op aan "heel goed na te denken" alvorens steun te geven aan Waters' campagne. Na haar kandidaatstelling voor het leiderschap kreeg UKIP meer dan duizend nieuwe leden, wat leidde tot beschuldigingen van infiltratie ter ondersteuning van Waters. Waters vreesde dat ze mogelijk niet kandidaat zou mogen staan, maar in augustus na een screening door de partij kreeg ze alsnog toestemming om zich kandidaat te stellen als partijleider. Waters zei dat ze er niet tegen zou zijn wanneer Tommy Robinson zou toetreden tot UKIP. Dit leidde tot enige onenigheid, maar Robinson zou later in november 2018 door Gerard Batten aangetrokken worden als adviseur voor UKIP. Enige leden van het Europees Parlement zeiden te vertrekken als Waters het leiderschap zou winnen. Op 29 september 2017 werd Henry Bolton tot partijleider was gekozen. Deze had gezegd dat de partij de "UK Nazi-partij" zou worden als men de verkeerde kandidaat koos. Waters werd tweede met 2.755 stemmen, een aandeel van 21,3%. Ze beschreef het resultaat als een overwinning van de jihad op de waarheid.
Waters verliet vervolgens UKIP om een nieuwe politieke partij op te richten genaamd For Britain. Waters stond op 14 juni 2018 voor de tweede keer kandidaat voor het Britse parlement in het kiesdistrict Lewisham East, bij een tussentijdse verkiezing alleen in dat kiesdistrict. (Een zogenaamde by election, noodzakelijk als de MP van dat district bijvoorbeeld ontslag neemt.) Als kandidate van haar eigen partij For Britain eindigde ze vervolgens op de zevende plaats met 1,2% van de stemmen.
Waters zegt dat ze sinds haar jaren als studente LHBT-activiste is, en ze beschouwt zichzelf als een feministe. Waters is een agnost, en van november 2011 tot juni 2014 was ze voorzitter van de National Secular Society. Ze is de auteur van het boek Beyond Terror: Islam's Slow Erosion of Western Democracy (2018).